# 矢原徹一
矢原 徹一（やはら てつかず、1954年5月1日- ）は、日本の植物学者、九州大学名誉教授。専門は、生態学・進化生物学。

## 略歴
福岡県生まれ。京都大学理学部卒業、同大学院理学研究科博士課程単位取得退学。東京大学理学部附属植物園助手、同日光分園講師、東京大学教養学部助教授、九州大学理学部教授を経て、2000年九州大学理学研究院教授・持続可能な社会のための決断科学センター長となる。2009年みどりの学術賞受賞。絶滅危惧植物問題検討第一専門委員会委員長も務めた。2020年10月、福岡市科学館の2代目の館長に就任した。

## 著書
- 『花の性 その進化を探る』東京大学出版会 1995
- 『決断科学のすすめ 持続可能な未来に向けて、どうすれば社会を変えられるか?』文一総合出版 2017

### 共編著・監修
- 『保全生態学入門 遺伝子から景観まで 生物多様性を守るために』鷲谷いづみ共著. 文一総合出版 1996
- 『現代によみがえるダーウィン 「著作集 別巻」』長谷川眞理子, 三中信宏共著 文一総合出版 1999
- 『新しい植物生命科学』大森正之, 渡辺雄一郎編著, 三村徹郎, 山本興太朗共著 講談社 2001
- 『保全と復元の生物学 野生生物を救う科学的思考』 (種生物学研究) 川窪伸光共責任編集 文一総合出版 2002
- 『レッドデータプランツ 絶滅危惧植物図鑑 (ヤマケイ情報箱)』監修, 永田芳男写真. 山と溪谷社 2003
- 『森の不思議を解き明かす エコロジー講座』日本生態学会編,責任編集. 文一総合出版 2008
- 『植物の百科事典』石井龍一, 岩槻邦男, 竹中明夫,土橋豊, 長谷部光泰,和田正三共編 朝倉書店 2009
- 『自然再生ハンドブック』日本生態学会編, 松田裕之,竹門康弘, 西廣淳共監修. 地人書館 2010
- 『なぜ地球の生きものを守るのか エコロジー講座 3』日本生態学会編, 宮下直共責任編集. 文一総合出版 2010
- 『環境史とは何か』シリーズ日本列島の三万五千年-人と自然の環境史 第1巻：湯本貴和編, 松田裕之共責任編集 文一総合出版 2011
- 『レッドデータプランツ 絶滅危惧植物図鑑 増補改訂新版』藤井伸二, 伊藤元己,海老原淳共監修, 永田芳男写真 山と溪谷社 2015

### 翻訳
- ダーウィン『植物の受精 著作集 3』文一総合出版 2000

## 論文
- 矢原徹一